# Estland i olympiska sommarspelen 1920
Estland deltog med 14 deltagare vid de olympiska sommarspelen 1920 i Antwerpen. Totalt vann de en guldmedalj och två silvermedaljer.

## Medaljer

### Guld
- Alfred Neuland  - Tyngdlyftning.

### Silver
- Jüri Lossmann - Friidrott, maraton.
- Alfred Schmidt - Tyngdlyftning.